# Omar Chajjam

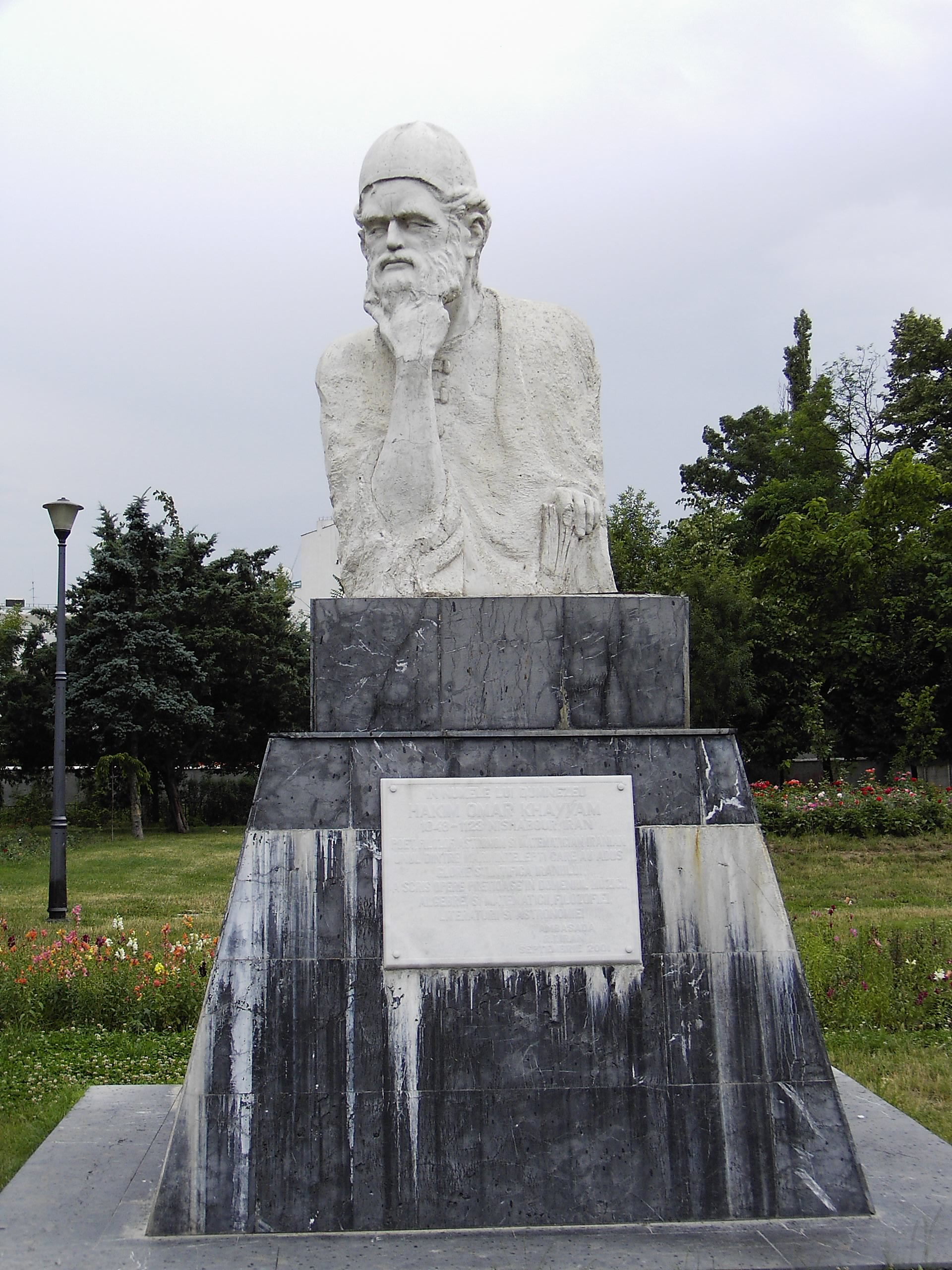
Pomnik Omara Chajjama w Bukareszcie

Omar Chajjam (arab. „fabrykant namiotów”, prawdopodobnie nazwisko rodowe; ur. 31 maja 1048, zm. w grudniu 1131; pers. عمر خیام) – perski uczony i literat: lekarz, matematyk, astronom, filozof i poeta; wywodził się ze szkoły Awicenny.

## Życie

### Matematyk

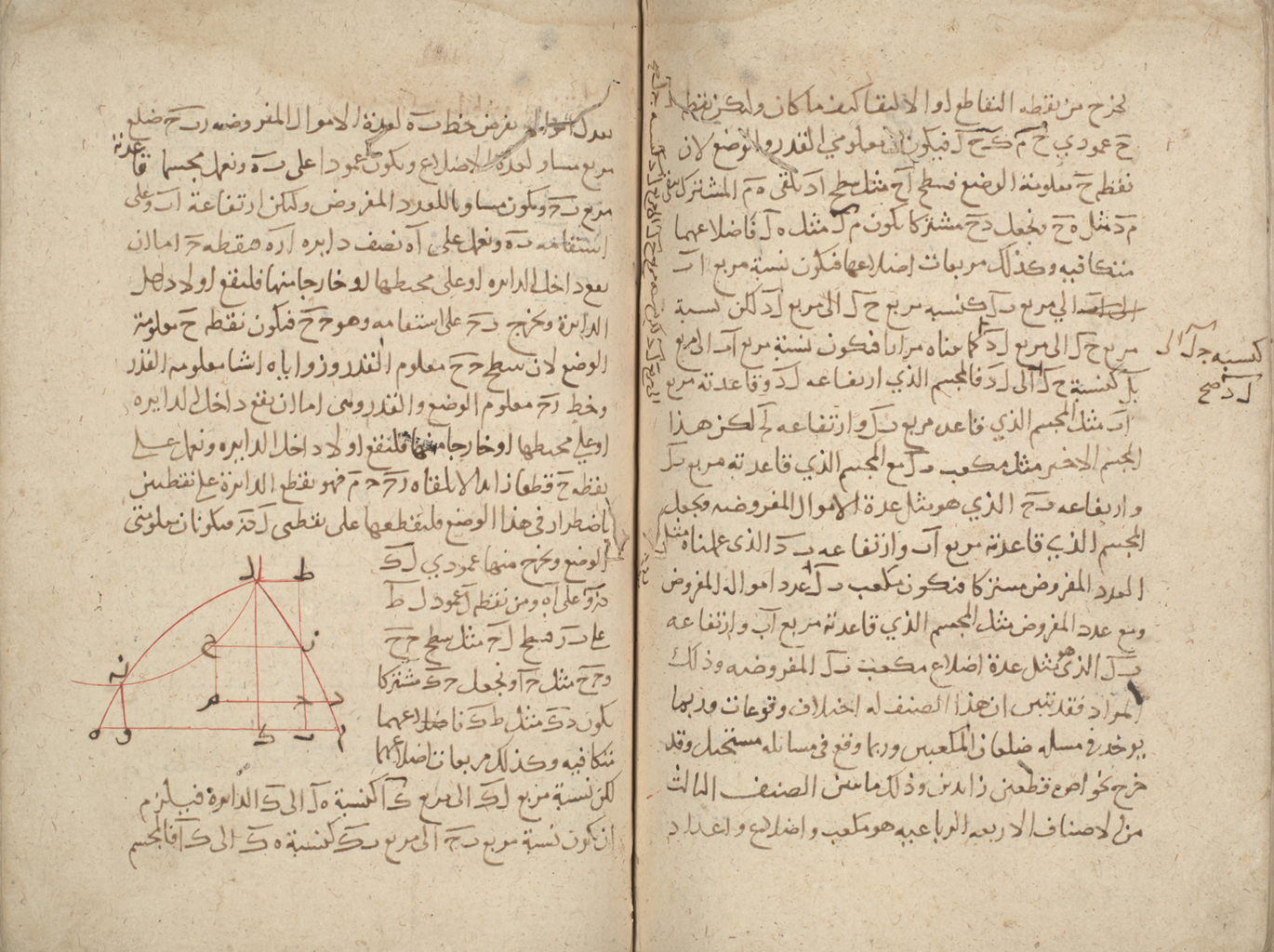
Strony Algebry Omara Chajjama (kopia z XIII w.)

Zajmował się geometrią i podał metody rozwiązywania niektórych równań trzeciego stopnia. Spośród kilkunastu zachowanych jego traktatów największym uznaniem w średniowieczu cieszyła się Algebra. Uznawany jest za (niezależnego od Chińczyków) odkrywcę tablicy matematycznej znanej obecnie jako trójkąt Pascala. Zajmował się teorią stosunków i doszedł do ogólnego pojęcia liczb rzeczywistych.

### Astronom
W 1076 prowadził obserwatorium astronomiczne i tworzył tablice astronomiczne. Dokonał reformy kalendarza muzułmańskiego.
W rezultacie swych obserwacji ustalił długość roku na 365,24219858156 dni; wynik ten jest zgodny do piątego miejsca po przecinku z najnowszymi ustaleniami współczesnej astronomii. Bazując na wyliczeniach Omara Chajjama 15 marca 1079 roku sułtan Malikszah I wprowadził w miejsce dotąd stosowanego kalendarza muzułmańskiego nowy kalendarz irański. Odpowiednikiem tej reformy w kręgu europejskim jest reforma z 1582 roku przeprowadzona przez Grzegorza XIII.
Na cześć uczonego jedna z planetoid otrzymała nazwę (3095) Omarkhayyam.

### Poeta
Znany jest przede wszystkim jako autor znakomitych Rubajatów, dowcipnych, śmiałych, nieraz cynicznych, ale przede wszystkim gorzkich czterowierszy, w których drwił z różnych prądów filozoficznych i teologicznych swego czasu (zwłaszcza ortodoksyjnych) oraz zmagał się z uczuciem egzystencjalnego bezsensu.

## Tłumaczenia pism Omara Chajjama
Od roku 1859 przekładano je na języki europejskie, m.in. na francuski Nicolas (1867), na angielski Fitz Gerald (1859), Heron Allen (1898), na niemiecki Friedrich Rosen (1909, V. wyd. 1922), na polski (w wyjątkach) Julian Święcicki, Xavery Pusłowski, Antoni Lange, Maryla Wolska, Michał Pawlikowski, Konrad Libicki (1921).

## Omar Chajjam współcześnie
- Życie Omara Chajjama stało się kanwą hollywoodzkiej produkcji z 1957 Omar Khayyam z rolami Cornela Wilde, Debry Paget, Raymonda Masseya, Michaela Renniego oraz Johna Derek.
- Najświeższą pozycją o życiu Omara Chajjama jest film w reżyserii Amerykanina irańskiego pochodzenia Kayvan'a Mashayekh'a "The Keeper: the Legend of Omar Khayaam" (Strażnik. Legenda Omara Chajjama)
- Na Księżycu znajduje się krater Omar Chajjam nazwany tak w 1970
- (3095) Omarkhayyam Asteroida 3095 nosi imię Omara Chajjama, nazwana tak po jej odkryciu w 1980 roku.
- Salman Rushdie poświęcił swoją nowelę Shame – Omarowi Chajjamowi.